# Mermiglossa rufa
Mermiglossa rufa – gatunek pszczół z rodziny pszczolinkowatych, podrodziny zbierkowatych i plemienia trutnic.
Gatunek ten jest jedynym z monotypowego rodzaju Mermiglossa. Oba taksony opisane zostały w 1912 roku przez Heinricha Friese.
Krępa pszczoła o ciele długości 8–9 mm, o krótkim owłosieniu i czerwonej metasomie. Jej narządy gębowe cechują pięcioczłonowe głaszczki szczękowe, w całości długo orzęsiona warga górna i języczek trzykrotnie dłuższy od przedbródka. Czułki samców pozbawione są pogrubień. Zaokrąglona listewka w grzbietowej części przedplecza jest słabo rozwinięta. Samce mają siódme sternum odwłoka z dużym dyskiem, nieszypułkowatymi płatami apodemalnymi i porośniętymi kilkoma pierzastymi szczecinkami płatami wierzchołkowymi. Wyrostek wierzchołkowy ósmego sternum jest u nich krótki i ścięty.
Owad endemiczny dla Namibii.